# Пальмова олія

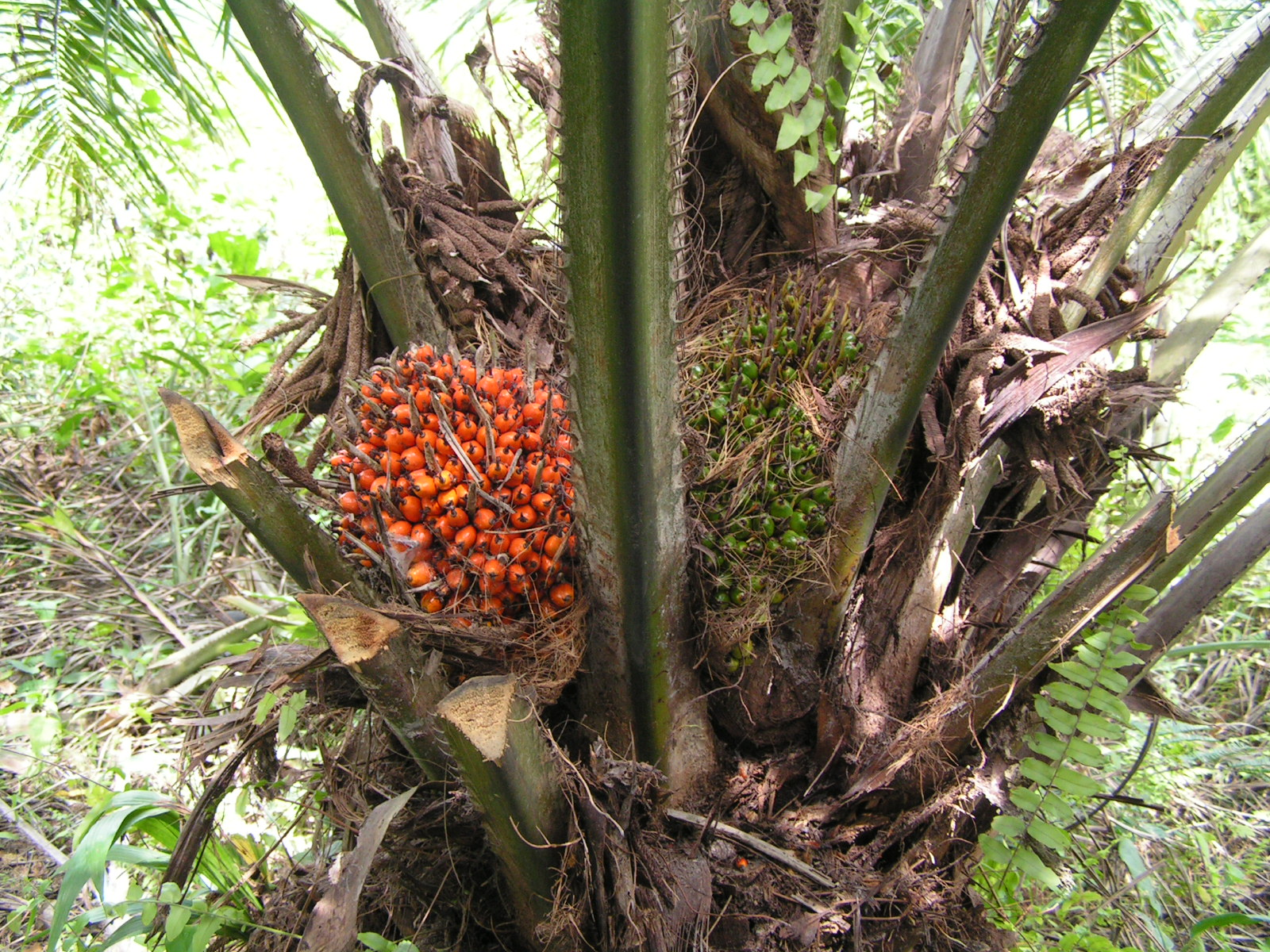
Плоди олійної пальми

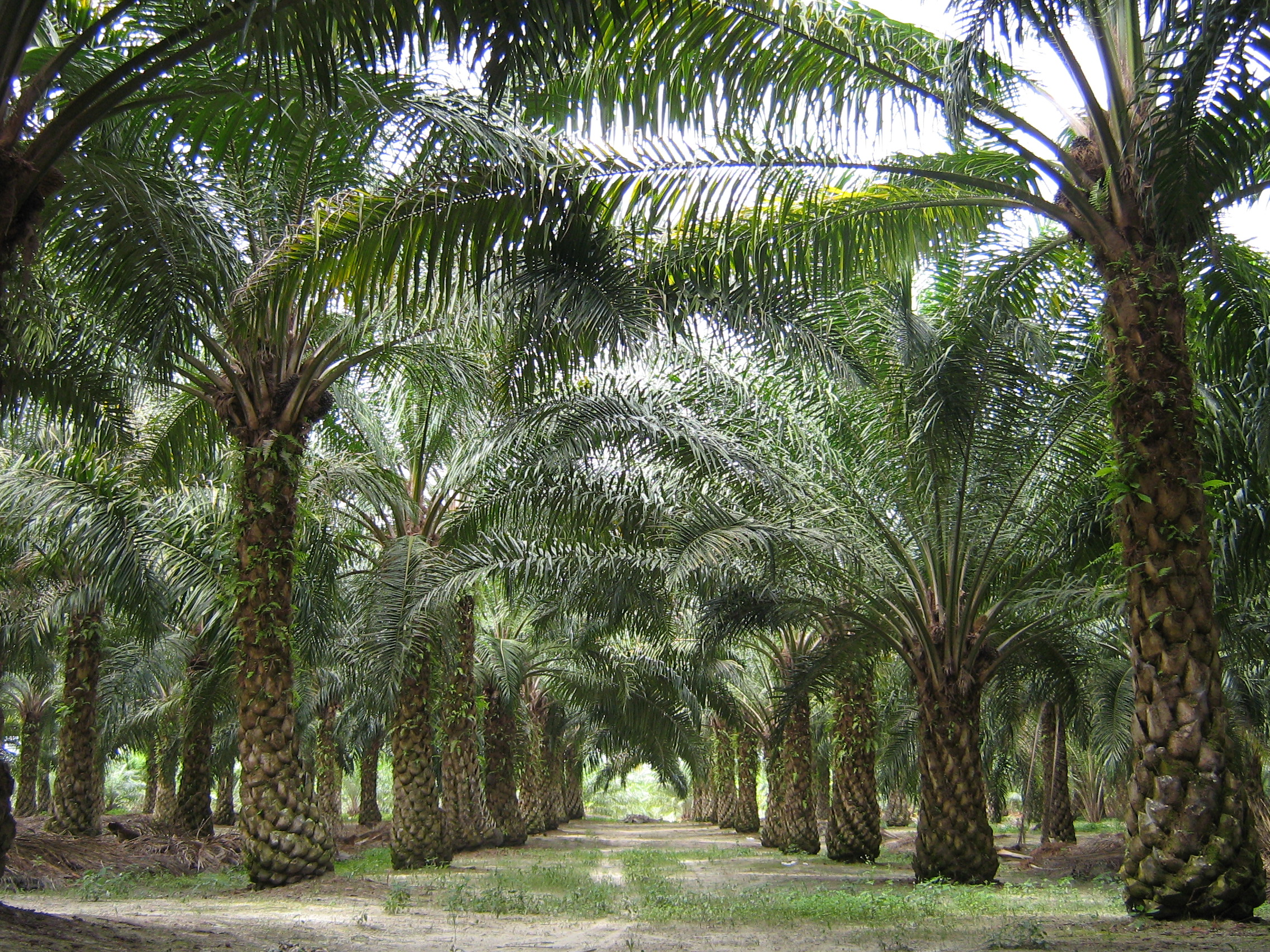
Плантація олійних пальм

Пальмова олія — їстівна рослинна олія, вилучена з перикарпу (з м'ясистої частини) плодів олійної пальми (Elaeis guineensis). Ця частина плодів містить до 50 % жиру. Добувається способом пресування, потім її зазвичай очищують — рафінують, дезодорують, відбілюють. Олія має біло-жовтий або жовтогарячий колір з червоним відтінком, багата на каротиноїди і пальмітинову кислоту. Твердне за температури, нижчій ніж 30 °C. Олія з насіння цієї пальми часто називається кістковою пальмовою або ядропальмовою олією. Вона має особливий запах і смак горіха.
Завдяки властивостям тригліцеридів, які входять до складу пальмової олії, її ознаки можна змінювати фракціонуванням. Фракціонування жирів — це їх розподіл на групи за температурою застигання. Розподіляючи ці фракції, отримують олії з різними властивостями, які мають відмінне застосування. Саме високоплавкі фракції забезпечили пальмовій олії таке широке використання в косметичній та харчовій промисловості, де ця олія замінює дорожчі або гірші за якістю тваринні жири. Наприклад, пальмова олія майже витіснила тваринні жири з миловаріння. Використовується вона і в харчовій промисловості, заміщуючи дороге масло.
Застосовується у миловарінні, приготуванні стеарину, маргарину, в кулінарії і кондитерській справі, як мастильна речовина, для виробництва біопалива. Іноді невелика кількість пальмової олії входить до складу пакувань локшини швидкого приготування.

## Світове виробництво пальмової олії
Світове виробництво пальмової олії 2014 року — близько 60 млн тонн. Найбільші виробники — Малайзія, Індонезія. Раніше була другою за обсягами виробництва олією після соєвої олії.
За даними ФАО, світове виробництво пальмової олії щорічно збільшується: 1961 року було вироблено 1, 48 млн.т., у 1971 р. — 2,16 млн т., у 1981 р. — 5,3 млн т., 1991 року — 11,9 млн т., у 2001 — 24,8 млн т., 2011 — 49,5 млн т., у 2014 р. — 57,3 млн т
Індія, Російська Федерація та Китай — три світові лідери в споживанні пальмової олії, 90 % якої сьогодні виробляє Індонезія і Малайзія. 2015 року, обсяги пальмової олії, що виробляється у світі вийшли на перше місце серед всіх інших рослинних олій, випередивши, зокрема, соняшникову олію у 2,5 рази.

## Склад
Пальмова олія насичена до 50 %, середній її склад:
- 40-48 % насичених жирних кислот (здебільшого пальмітинової);
- 37-46 % мононенасичених жирних кислот (переважно олеїнової);
- 10 % поліненасичених жирних кислот.

## Використання

### У їжу
Дуже насичена природа пальмової олії робить її твердою за кімнатної температури у регіонах з помірним кліматом, що дозволяє їй бути дешевою заміною вершкового масла або гідрогенізованих рослинних олій стосовно використання, де бажаний твердий жир, наприклад, для виготовлення тіста або випічки, сирного продукту. Проблеми зі здоров'ям, пов'язані з транс-жирами в гідрогенізованих рослинних оліях, могли сприяти зростанню застосування пальмової олії в харчовій промисловості.
Пальмова олія іноді використовується як другорядна складова у заміннику молока для відгодівлі телят.

### Непродовольчі споживчі товари
Пальмова олія широко застосовується в засобах особистого догляду та очищення, і вона є піноутворювачем майже в кожному милі, шампуні або мийному засобі. Близько 70 % засобів особистої гігієни, в тому числі мило, шампунь, макіяж і лосьйон, містять складові, отримані з пальмової олії. Однак існує більше 200 різних назв цих складників із пальмової олії, і лише 10 % з них містять слово «пальмовий».

### Біомаса та біопаливо
Пальмова олія використовується для виробництва як метилового ефіру, так і гідродеоксигенованого біодизеля. Метиловий ефір пальмової олії створюється за допомогою

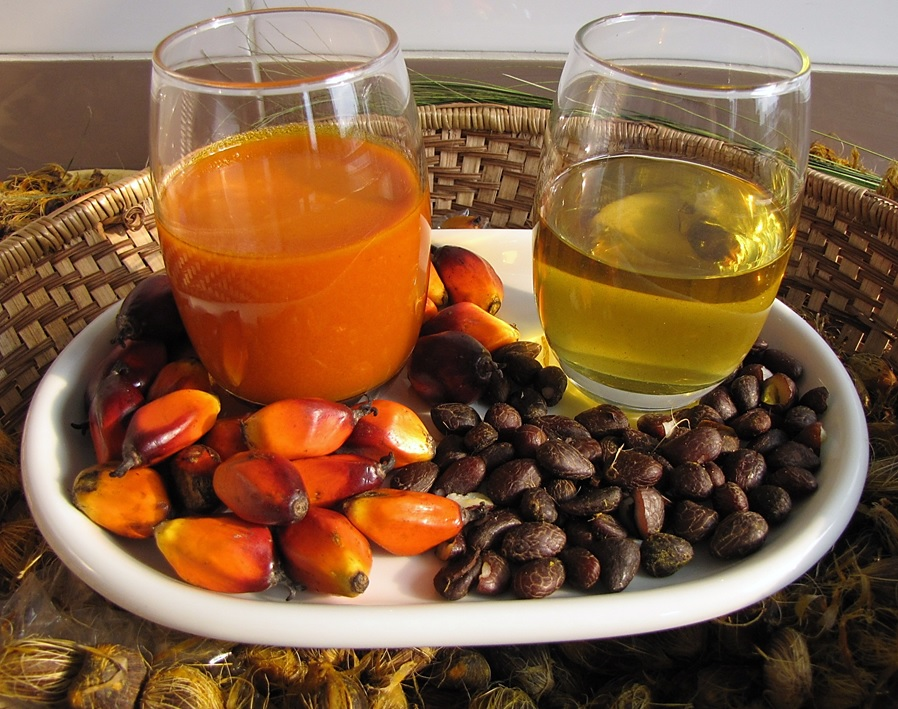
Ліворуч, червонувата пальмова олія, виготовлена з м'якоті плодів олійної пальми. Праворуч, прозора пальмо-ядрова олія, виготовлена з кісточок.

процесу, який називається переетерифікацією. Біодизельне пальне з пальмової олії часто змішують з іншими видами палива для створення біодизельних сумішей із пальмової олії. Біодизельне паливо з пальмовою олією відповідає європейському стандарту EN 14214 на біодизель. Гідродеоксигеноване біодизельне пальне отримують шляхом прямого гідрогенолізу жиру на алкани та пропан. Найбільший у світі завод з виробництва біодизеля із пальмової олії — це фінський завод Neste Oil у Сінгапурі вартістю €550 млн, який було відкрито 2011 року з потужністю 800 000 тонн на рік, який виробляє гідродезоксигенований біодизель NEXBTL із пальмової олії, імпортованої з Малайзії та Індонезії.

Значна кількість експортованої пальмової олії до Європи, перетворюється на біодизельне пальне (станом на початок 2018 року це: Індонезія — 40 %, Малайзія — 30 %). 2014 року, майже половина всієї пальмової олії в Європі була спалена як пальне для легкових і вантажних автомобілів. Станом на 2018 рік половина європейського імпорту пальмової олії була використана на біодизель. Застосування пальмової олії як біодизеля, сприяє втричі більшому викиду вуглецю, ніж використання викопного палива, і, наприклад, 
«біодизель, виготовлений з індонезійської пальмової олії, погіршує, а не покращує глобальну проблему вуглецю»
Збільшення виробництва пальмової олії вимагає розширення індонезійських програм біодизельного пального на основі пальм. Натепер, біодизельне пальне має співвідношення 30:70 пальмової олії до звичайного дизельного пального (відоме як B30) на заправних колонках. Уряд Індонезії прагне виробляти 100%-й біодизель з пальмової олії (або B100) для відмови від використання звичайного дизельного пального. Там підрахували, що для задоволення цих майбутніх потреб, необхідно створити приблизно 15 мільйонів гектарів плантацій олійної пальми.
Органічні відходи, які утворюються під час переробки олійної пальми, разом зі шкаралупами олійної пальми та гронами її плодів, також можуть застосовуватися для виробництва енергії. Ці відходи можна перетворити на гранули, котрі можна використовувати як біопаливо. Крім того, пальмова олія, яку вже було використано для смаження їжі, може бути перетворено на метилові ефіри для біодизельного пального. Використану кулінарну олію хімічно обробляють, щоби створити біодизельне пальне, подібне до солярки з нафти.

### Догляд за ранами
Хоча пальмову олію наносять на рани через її передбачуваний антимікробний ефект, дослідження не підтверджують таку ефективність.

## Ризик для здоров'я
Пальмову олію підозрюють у причетності до розвитку діабету, судинних захворювань та раку. Причиною цього є висока частка насичених жирних кислот.
Крім того, початкові дослідження показують, що пальмітинова кислота, що міститься в пальмовій олії, може сприяти метастазуванню раку. Тим не менше, клінічні дослідження все ще потрібні, щоби остаточно сказати, чи сповільнює харчування з низьким вмістом пальмітинової кислоти хід метастазування.
Європейське управління з безпеки харчових продуктів (EFSA) попереджає про так звані технологічні забруднення харчових продуктів, що містять рафіновану пальмову олію. Це небажані речовини, котрі виникають під час промислової переробки. Ці забруднювальні речовини також можуть бути виявлені у харчових продуктах, що містять інші дуже нагріті рослинні олії та жири. Це гліцидиловий ефір жирної кислоти (GE), 3-MCPD ефір жирної кислоти та 2-MCPD ефір жирної кислоти. За даними EFSA, найвищі скупчення цих складних ефірів були виявлені в пальмовій олії та пальмовому жирі, за якими ідуть інші олії та жири. Згідно з дослідженням ризику

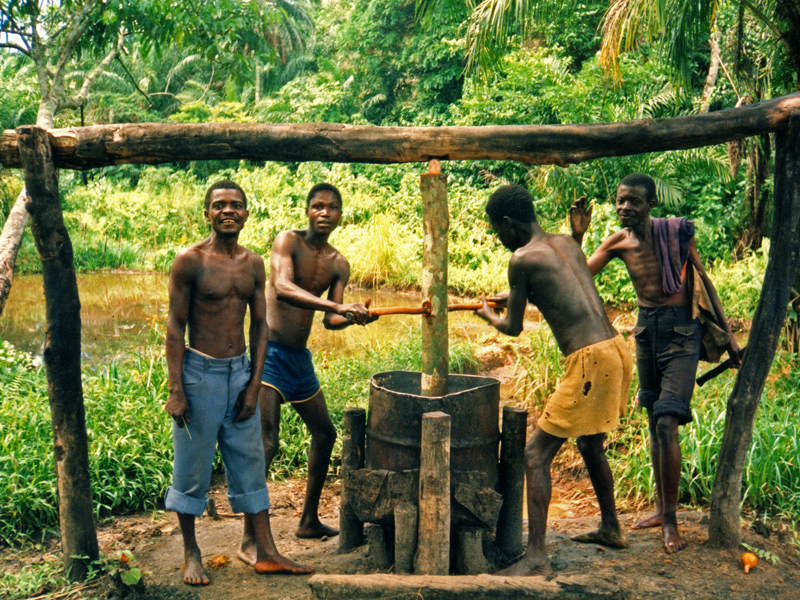
Чавлення варених плодів олійної пальми для видобутку олії у Демократичній Республіці Конго

EFSA, пальмова олія/пальмовий жир містять у середньому 3955 мкг/кг (мікрограмів на кілограм) гліцидолу, тоді як наприклад соняшникова олія містить 269 мкг/кг, ріпакова олія 166 мкг/кг а оливкова олія всього 15 мкг. Подібні співвідношення відзначаються для 3-MCPD та 2-MCPD.
Гліцидол має мутагенні та канцерогенні властивості і був класифікований Всесвітньою організацією охорони здоров'я (ВООЗ) Міжнародним агентством з вивчення раку (IARC) як «ймовірно канцерогенний для людини» (група 2А). Агентство вважає 3-MCPD генотоксичним.
Засоби масової інформації та організації захисту прав споживачів дослідили фірмові продукти, котрі містять пальмову олію, зокрема дитяче молоко, печиво, шоколад, дитячі закуски та картопляні чипси, в лабораторіях та оприлюднили звіти про виявлені в них забруднювальні речовини.

## Заборона використання
У ЄС було ухвалено поступове зниження таких забруднень у продуктах, до того ж найбільш можливі рівні гліцидилових ефірів жирних кислот, встановлено у Додатку до Регламенту (ЄС) від 2006 року № 1881/2006.
4 вересня 2024 року Верховна Рада України прийняла в цілому Закон № 3996-IX «Про внесення змін до деяких законів України щодо підвищення якості харчових продуктів, у тому числі тих, що споживаються дітьми», який вводить заборону на використання пальмової олії в молочних продуктах, дитячому харчуванні і кондитерських виробах. Зазначений закон, який опублікований 7 листопада 2024 року в газеті «Голос України», набрав чинності з дня, наступного за днем його опублікування, та вводиться в дію через один рік з дня його опублікування.